# Lymantica
Lymantica is een geslacht van vlinders van de familie spinneruilen (Erebidae), uit de onderfamilie Lymantriinae.

## Soorten
- L. arrheta (Collenette, 1959)
- L. binotata (Mabille, 1880)
- L. brunneata (Kenrick, 1914)
- L. canariensis (Kenrick, 1914)
- L. castanea (Kenrick, 1914)
- L. castaneostriata (Kenrick, 1914)
- L. cidariensis Kühne, 2010
- L. dubia (Kenrick, 1914)
- L. dulcinea (Butler, 1882)
- L. hypobolimaea (Collenette, 1959)
- L. joannisi (Le Cerf, 1921)
- L. kenricki (Swinhoe, 1923)
- L. lamda (Collenette, 1936)
- L. leucophaes (Collenette, 1936)
- L. lineata Griveaud, 1977
- L. malgassica (Kenrick, 1914)
- L. oinoa (Collenette, 1955)
- L. phaeosericea (Mabille, 1884)

- L. polycyma (Collenette, 1936)
- L. polysticta (Collenette, 1929)
- L. pruinosa (Butler, 1879)
- L. radiata Griveaud, 1977
- L. rosea (Butler, 1879)
- L. rufofusca Mabille, 1900
- L. russula (Collenette, 1933)
- L. rusticana (Hering, 1927)
- L. suarezia (Mabille, 1897)
- L. velutina (Mabille, 1879)